# طاها یاسری
طاها یاسری (متولد ۶ سپتامبر ۱۹۸۴) فیزیکدان و جامعه‌شناس ایرانی، استاد کامل دانشگاه ترینیتی دوبلین و رئیس مرکز جامعه‌شناسی انسان و ماشین است. وی سابقا پژوهشگر ارشد سابق دانشگاه آکسفورد در «علوم اجتماعی محاسباتی» (علوم اجتماعی رایانشی)، پژوهشگر پژوهشکده اینترنت دانشگاه آکسفورد و پژوهشکده علوم داده آلن تورینگ لندن بوده‌است. وی تحصیلات خود را تا مقطع کارشناسی ارشد در دانشکده فیزیک دانشگاه صنعتی شریف و سپس در مقطع دکتری در دانشگاه گوتینگن آلمان و در زمینه «فیزیک سیستم‌های پیچیده» ادامه داده‌است. پژوهش‌های وی در پژوهشکده اینترنت دانشگاه آکسفورد در حیطهٔ رفتار جمعی و شبکه‌های اجتماعی آنلاین، دینامیک انسانی، و نشر اجتماعی است. تحقیقات و پژوهش‌های یاسری به‌طور گسترده‌ای در رسانه‌ها پوشش داده شده‌است.

## تحقیقات

### ویکی‌پدیا
یاسری به بررسی آماری جنگ ویرایشی در ویکی‌پدیا پرداخته‌است. بر اساس تحقیق وی بیشترین درگیری‌های ویرایشی در ویکی انگلیسی به مقالات جورج دبلیو بوش، آنارشیسم و محمد تعلق دارد. در مقایسه با ویکی آلمانی بیشترین درگیری‌های ویرایشی به مقالات: کرواسی، ساینتولوژی و تئوری‌های توطئه۱۱ سپتامبر مربوط بوده‌است. وی در مورد این تحقیق می‌گوید:
یافته‌های تحقیق نشان می‌دهد که ویکی‌پدیا را باید چیزی بیشتر از یک دائرةالمعارف به حساب آوریم. ویکی‌پدیا یک منبع نامعمول و پیش بینی ناپذیر اطلاعات دربارهٔ رفتار انسان است. ویکی‌پدیا صفحاتی آن لاین است که همگرایی و واگرایی اولویت‌ها، علائق و ترجیحات فردی و اجتماعی در آن به وقوع می‌پیوندد و قابل ردیابی است. افراد درگیر در اصلاح و ویراست صفحات ویکی‌پدیا معمولاً شور و احساس بسیاری به اشتراک می‌گذارند و همین عواطف انسانی ویکی‌پدیا را به منبع جذاب اینترنتی برای کاربران تبدیل کرده‌است. این ویراستاران معمولاً بسیار فعال هستند به طوری که ۴۲ درصد از اشتباهات ویرایشی یا اطلاعات غلط بی درنگ تصحیح می‌شوند. به هر صورت باید ماهیت باز و منعطف منابع آزاد اینترنتی را در نظر داشت و این گونه مناقشات و جدال‌ها را با خوش‌بینی پی‌گیری کرد.
در پژوهشی که در مجله پلاس وان در سال ۲۰۱۲ منتشر شد او سهم مناطق مختلف جهان در ویرایش‌های ویکی‌پدیای انگلیسی را برآورد کرده‌است که بر طبق آن گزارش شده: سهم ویرایش‌های انجام شده از آمریکای شمالی ۵۱ درصد برای ویکی‌پدیا انگلیسی و ۲۵درصد برای ویکی‌پدیای انگلیسی ساده بوده‌است. بنیاد ویکی‌مدیا امیدوار است که تعداد ویراستاران در بخش‌های جنوبی ۳۷٪ در سال ۲۰۱۵ افزایش یابد.

### رسانه‌های اجتماعی و سیاست
یاسری به بررسی نقش رسانه‌های اجتماعی در سیاست نیز پرداخته‌است. او با استفاده از ویکی‌پدیا صفحه مشاهده آمار و جستجو در گوگل به درک و به‌طور بالقوه پیش‌بینی محبوبیت انتخاباتی در کشورهای مختلف پرداخته‌است. وی جز نویسندگان کتاب: «تلاطم سیاسی:چگونه شبکه‌های اجتماعی کار گروهی را تغییر داده‌است» می‌باشد. این کتاب که نتیجه تحقیق وی و سه پژوهشگر دیگر است. پژوهشگرانی که وی در این اثر با آن‌ها همکاری کرده‌است عبارتند از:
- پیتر جان، استاد علوم سیاسی در دانشگاه لندن
- اسکات هیل، متخصص علم داده‌های الکترونیکی
- پروفسور هلن مارگتس مدیر مؤسسه آکسفورد و اینترنت-محقق در دانشکده اقتصاد و علوم سیاسی انگلیس

این کتاب به عنوان بهترین کتاب علوم سیاسی در سال ۲۰۱۶ توسط گاردین برگزیده شد. و «انجمن مطالعات سیاسی بریتانیا (PSA)» نیز جایزهٔ کتاب سال (جایزهٔ مکنزی) را به این اثر اختصاص داد. هیئت داوران «انجمن مطالعات سیاسی بریتانیا (PSA)» در بیانیهٔ خود پیرامون این کتاب اظهار داشته‌است:
کتاب تلاطم سیاسی مبتنی بر روش‌های تحقیق مبتکرانه همراه با ارتباط عمیق با رخدادهای دنیای اطراف‌مان است. پژوهش‌های تیم نگارنده، یا استفاده از روش‌های علوم اجتماعی محاسباتی سوالات اساسی در مورد نقش رسانه‌های اجتماعی در فعالیت‌های جمعی سیاسی را پاسخ می‌دهد. این کتاب دیدگاه‌های تازه و مستحکمی در مورد دموکراسی در دوران پرتلاطم امروز ارائه می‌دهد.

## آثار
- Ciampaglia, Giovanni Luca; Mashhadi, Afra; Yasseri, Taha (2017). Social Informatics. Springer. ISBN 978-3-319-67216-8.
- Margetts, Helen; John, Peter; Hale, Scott A.; Yasseri, Taha (2016). Political turbulence: how social media shape collective action. Princeton, New Jersey: Princeton University Press. ISBN 978-0-691-15922-5.
- Yasseri, Taha (2010). How to make nano-waves on solid surfaces: A theoretical study on surface nano-fabrication by ion-beam sputtering, based on Monte Carlo computer simulations. VDM Verlag Dr. Müller. ISBN 978-3-639-29260-2.